# Vilayet de Shkodra
1867–1913
Entités précédentes :
- Pachalik de Roumélie (partie)

Entités suivantes :
- Principauté du Monténégro
- gouvernement provisoire d'Albanie

Le vilayet de Shkodër ou Shkodra (noms albanais de sa capitale) ou Scutari (nom italien), en turc İşkodra Vilayeti ou Vilayet-i İşkodra, en albanais Vilajeti i Shkodrës, est une division administrative (vilayet) de l'Empire ottoman. Il a existé de 1867 à 1913. Il couvrait le nord de l'actuelle Albanie, le sud de l'actuel Monténégro et, pendant une courte période, une partie des actuelles républiques de Kosovo et de Macédoine, avec pour capitale la ville de Shkodër.

## Histoire

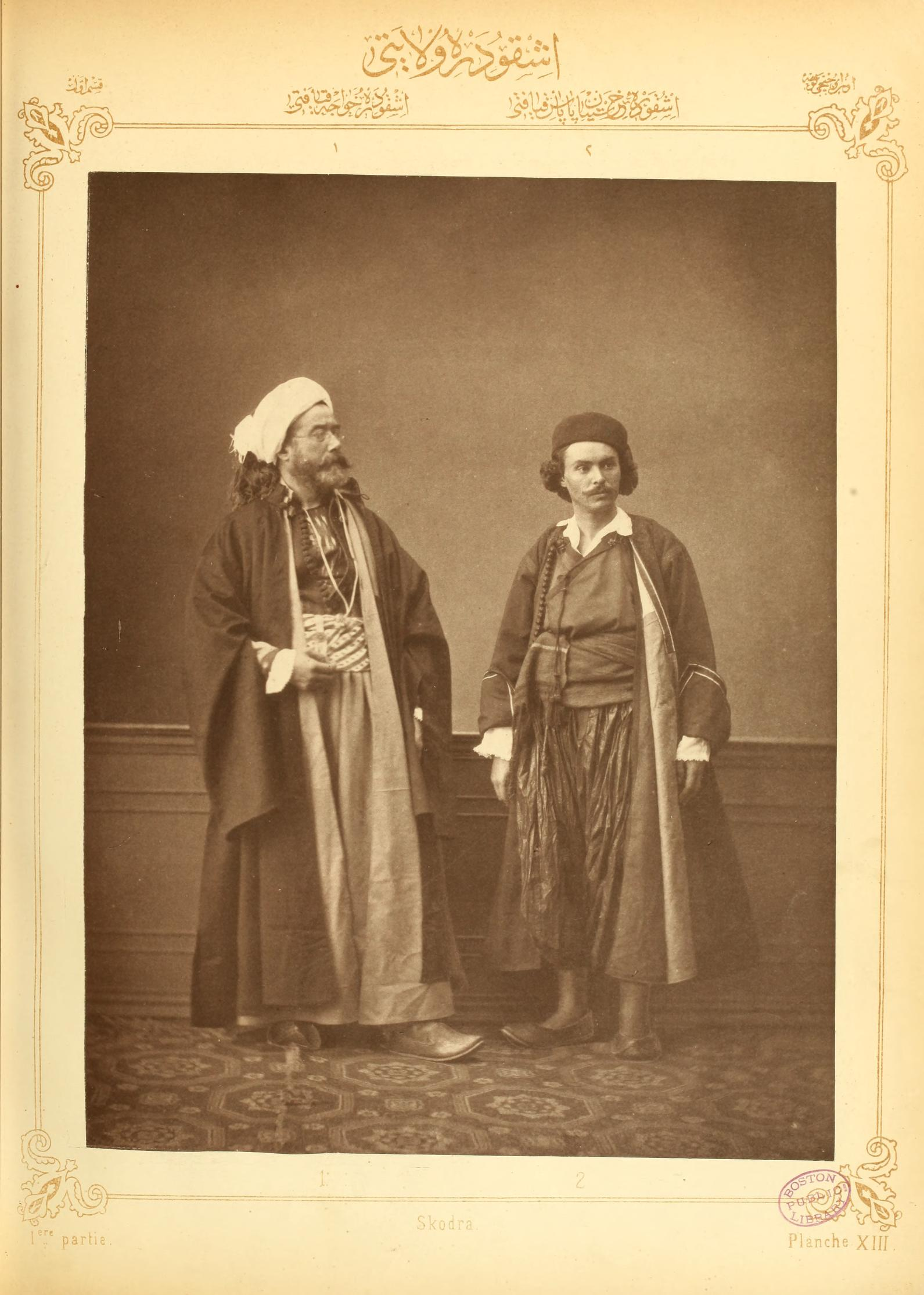
Hodja musulman et prêtre chrétien de Shkodër, pavillon ottoman de l'exposition universelle de Vienne, Pascal Sebah, 1873

Le vilayet de Shkodër est créé par la réforme administrative de 1867 qui transforme les eyalets en vilayets. Il est issu du sandjak de Shkodër, territoire conquis par les Ottomans au XVe siècle et rattaché au pachalik de Roumélie. En 1867, le vilayet regroupe le sandjak de Shkodër, celui de Skopje et celui de Debar. En 1877, Skopje et Prizren sont rattachés au vilayet du Kosovo et Debar au vilayet de Monastir tandis qu'un nouveau sandjak est créé autour de Durrës. La principauté du Monténégro, issue de l'ancien domaine des évêques de Cetinje et autonome depuis le milieu du XIXe siècle, se trouve à sa frontière nord-ouest : alliée de la Russie pendant la guerre russo-turque de 1877-1878, elle annexe les villes de Bar et Podgorica.

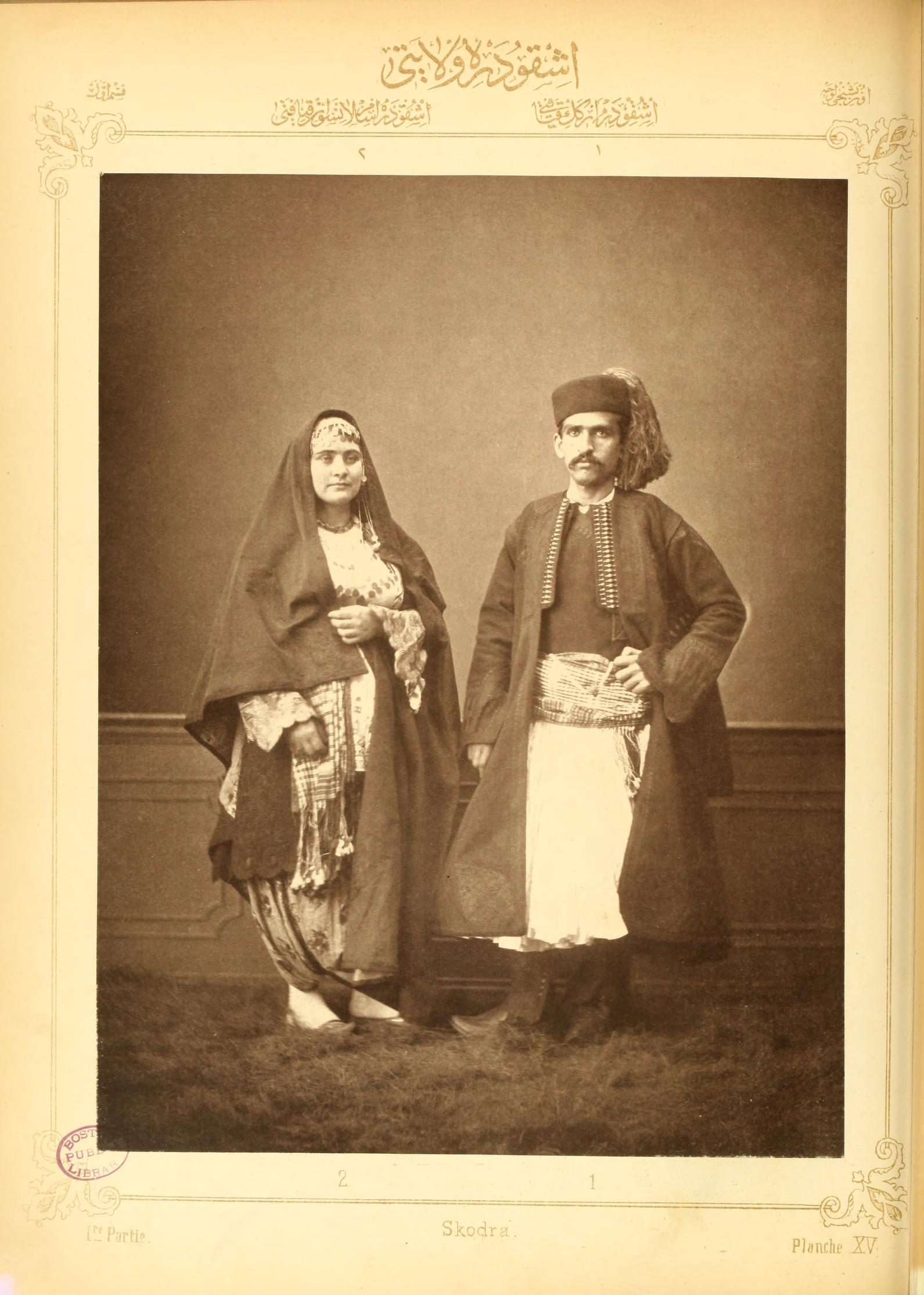
Couple musulman de Shkodër, pavillon ottoman de l'exposition universelle de Vienne, Pascal Sebah, 1873

En 1912, pendant la Première Guerre balkanique, le vilayet de Shkodër est occupé par les armées de la Serbie et du Monténégro. Le siège de Shkodër (en), assiégée par les Monténégrins avec l'appui des Serbes, se prolonge jusqu'au 23 avril 1913. Le Traité de Londres, le 30 mai 1913, établit un gouvernement provisoire d'Albanie qui donne naissance à la fin de l'année 1913 à la principauté d'Albanie, regroupant le vilayet de Shkodër et le nord du vilayet de Ioannina, de population essentiellement albanaise.

## Subdivisions
Le vilayet était divisé en deux sandjaks :
- Sandjak de Shkodër : kazas de Shkodër, Lezhë, Orosh (Mirditë) et Pukë
- Sandjak de Durrës : kazas de Durrës, Tirana, Krujë et Kavajë